# Tabacco Virginia

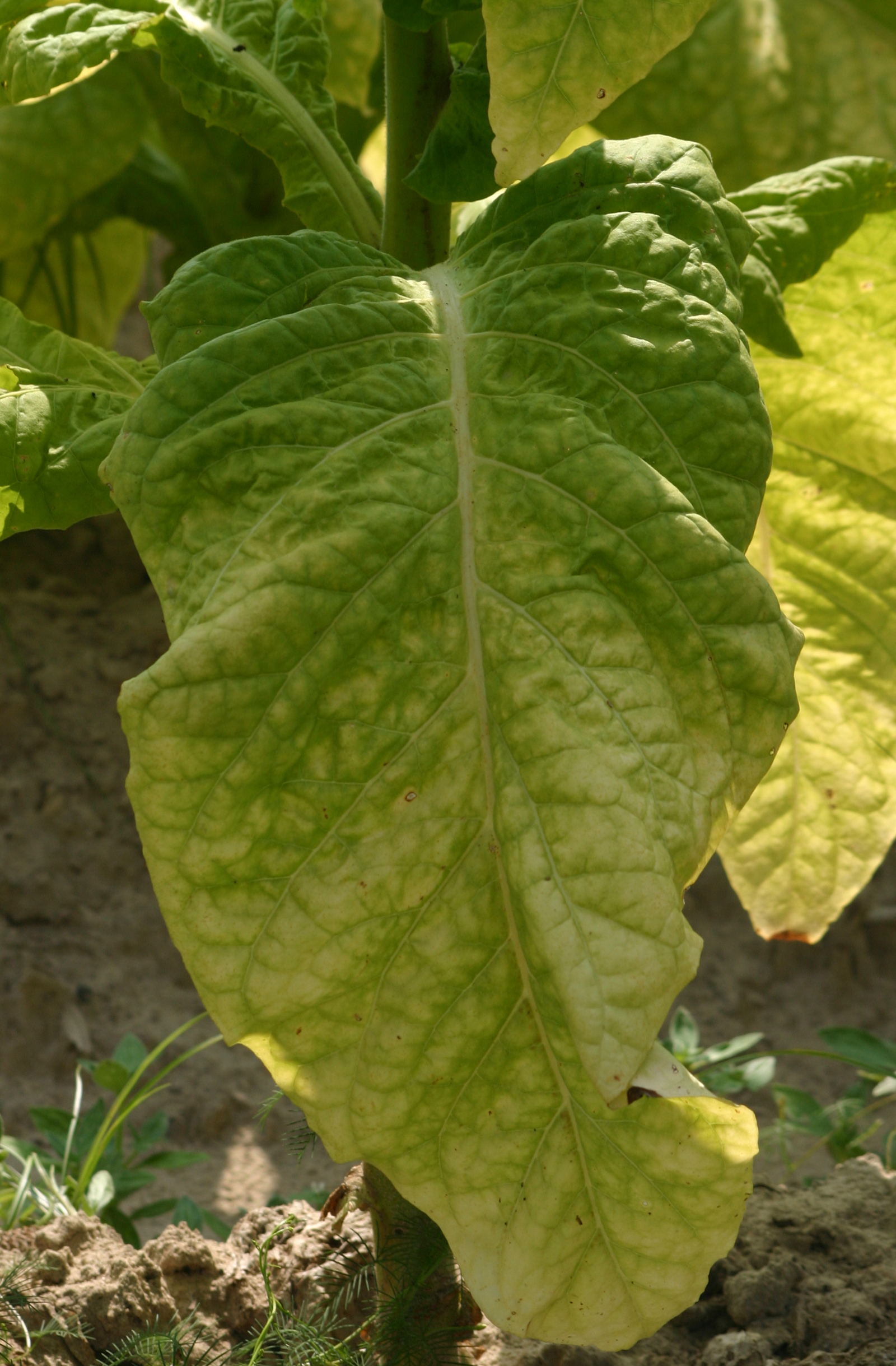
Foglia di tabacco Virginia pronta per la raccolta. Quando le foglie divengono color giallo-verde il contenuto di zucchero interno è al suo picco massimo e quindi da il gusto migliore al palato.

Il tabacco Virginia o tabacco a foglia chiara è un tipo di tabacco particolarmente aromatico, contraddistinto da una foglia più chiara rispetto agli altri tipi di tabacco.

## Storia
Secondo gli storici, tale varietà si è iniziata a coltivare in America dopo la Guerra del 1812 in Ohio, Pennsylvania e Maryland, per quanto questo tabacco sia sbarcato sul mercato solo dal 1839.
I coltivatori di tabacco avevano nel tempo notato come un suolo sabbioso producesse piante di tabacco più esili e deboli. Il capitano Abisha Slade, della Contea di Caswell, Carolina del Nord, aveva delle vaste coltivazioni di tabacco ma si era reso conto di avere un suolo particolarmente poco fertile e sabbioso sul quale aveva piantato numerose piante. Slade aveva uno schiavo al proprio servizio, Stephen, il quale attorno al 1839 accidentalmente produsse la prima varietà di tabacco Virginia in assoluto. Come concime utilizzò del carbone già precedentemente usato per accendere il camino dell'abitazione padronale, ma questo carbone non era ancora del tutto freddo quando venne accostato alla pianta e questo ingiallì più velocemente le foglie. Sfruttando questa scoperta, Slade sviluppò un nuovo sistema per produrre tabacco dalla foglia chiara pur avendo un suolo non particolarmente ricco.
Il successo dell'impresa di Slade fu tale che poté in breve tempo costruire una vera e propria azienda agricola produttrice di tabacco con sede a Yanceyville, Carolina del Nord, dove poté ospitare diversi schiavi allo scopo.
Il suo metodo di coltivazione si diffuse ben presto a causa dei suoli poco fertili della regione degli Appalachi, migliorando la loro produzione del 20-35% rispetto ai raccolti precedenti.
Con lo scoppio della guerra di secessione americana, la città di Danville, in Virginia, divenne tra i principali centri di produzione del tabacco Virginia assieme alla contea di Caswell e quella di Pittsylvania.
Danville era inoltre un'importante stazione ferroviaria per i soldati confederati che si portavano al fronte e questo fatto risultò particolarmente importante perché portò il nuovo tipo di tabacco da Danville alle linee di guerra, per poi essere commerciato anche presso i soldati dell'Unione. Col finire della guerra, la coltivazione del tabacco Virginia divenne nazionale, anche se le contee di Caswell e Pittsylvania rimasero le principali produttrici di questo tipo di tabacco, nonché le uniche a non aver sofferto crisi economiche durante gli scontri.

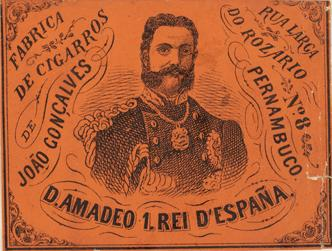
Sigari Virginia di produzione spagnola con impressa l'immagine di Amedeo I di Spagna che ne fu un grande consumatore ed estimatore

In Italia il tabacco Virginia si diffuse particolarmente nella seconda metà dell'Ottocento, seguendo la moda lanciata dal principe Amedeo di Savoia, duca di Savoia ed in seguito re di Spagna, il quale era solito fumare dei sigari Virginia intinti nel liquore.
Oggi i principali paesi produttori di tabacco Virginia sono: nel Nord America: Virginia, Carolina del Nord, Carolina del Sud, Georgia, Florida e Alabama; nel Sudamerica: Argentina e Brasile; in Africa: Sudafrica, Zimbabwe, Malawi, Tanzania e Zambia; in Asia India, Pakistan, Filippine, Corea del Sud, Thailandia, Giappone e Cina (che ne è il maggior produttore a livello mondiale); in Oceania: Australia e Nuova Zelanda. In Europa il tabacco Virginia non è tra i più prodotti e viene coltivato essenzialmente da alcuni paesi dei Balcani (come ad esempio la Macedonia), in Grecia ed in Italia.

## Tipi
Esistono due tipi di tabacco Virginia:
- il Bright Virginia, di colore chiaro e foglia sottile, di sapore dolce e delicato;
- il Dark Virginia, di colore scuro, più forte ed oggigiorno sempre meno usato.

In Italia il tipo più coltivato è il Bright Virginia, arrotolato in forma panatella, sia nella variante americana che in quella "nazionale", una variante meno aromatica che viene usata oggi per lo più come base per le miscele di tabacco da pipa.